# Evelyn Keyes
Evelyn Keyes (Port Arthur, 20 novembre 1916 – Montecito, 4 luglio 2008) è stata un'attrice statunitense.

## Biografia
Nel 1938, all'età di 22 anni, esordì in un ruolo di giovane bellezza del Sud nel film I filibustieri (1938), kolossal d'avventura diretto da Cecil B. DeMille. Dopo essere stata impiegata in brevi ruoli non accreditati in alcuni film minori, le venne affidato il ruolo di Susele O'Hara, una delle sorelle di Rossella, in Via col vento (1939).
Sotto contratto con la casa produttrice Columbia Pictures, si rivelò co-protagonista duttile in svariati generi cinematografici, dalla commedia come L'inafferrabile signor Jordan (1941), una fantasia sul tema della reincarnazione, e Notti d'oriente (1945), in cui interpretò il ruolo del genio, al noir a basso budget come L'uomo dalla maschera (1941), al film biografico come Al Jolson (1946).
Protagonista anche nella commedia romantica con La donna senza amore (1948), diede comunque il meglio di sé in pellicole drammatiche legate al genere poliziesco urbano, tra le quali sono da ricordare A sangue freddo (1947) di Robert Rossen, Sciacalli nell'ombra (1951) di Joseph Losey, in cui fu la moglie infedele e amante del poliziotto assassino (Van Heflin) e Non cercate l'assassino (1953) di Phil Karlson.
Sposata quattro volte, fu moglie dei registi Charles Vidor e John Huston, e del musicista Artie Shaw. I tempestosi matrimoni, descritti in una franca e piccante autobiografia, hanno prolungato la fama dell'attrice malgrado il suo prematuro ritiro dall'attività artistica.
Autrice anche del romanzo I Am a Billboard, Evelyn Keyes morì all'età di 91 anni a Montecito, nell'estate del 2008. Affetta da alcuni anni dalla malattia di Alzheimer, nel novembre 2005 non poté partecipare ai festeggiamenti per l'ottantacinquesimo compleanno dell'amica e collega Ann Rutherford, ultima interprete all'epoca ancora vivente (con Olivia de Havilland e Alicia Rhett) del cast di Via col vento.

## Filmografia

### Cinema
- I filibustieri (The Buccaneer), regia di Cecil B. DeMille (1938)
- Dangerous to Know, regia di Robert Florey (1938) (non accreditata)
- Men with Wings, regia di William A. Wellman (1938) (non accreditata)
- Sons of the Legion, regia di James P. Hogan (1938) (non accreditata)
- Artists and Models Abroad, regia di Mitchell Leisen (1938) (non accreditata)
- Paris Honeymoon, regia di Frank Tuttle (1939) (non accreditata)
- Sudden Money, regia di Nick Grinde (1939)
- La via dei giganti (Union Pacific), regia di Cecil B. DeMille (1939)
- Via col vento (Gone with the Wind), regia di Victor Fleming (1939)
- L'assassino è in casa (Slightly Honorable), regia di Tay Garnett (1939)
- Seduzione (The Lady in Question), regia di Charles Vidor (1940)
- Prima che mi impicchino (Before I Hang), regia di Nick Grinde (1940)
- Beyond the Sacramento, regia di Lambert Hillyer (1940)
- L'uomo della maschera (The Face Behind the Mask), regia di Robert Florey (1941)
- L'inafferrabile signor Jordan (Here Comes Mr. Jordan), regia di Alexander Hall (1941)
- Tenebre (Ladies in Retirement), regia di Charles Vidor (1941)
- Martin Eden (The Adventures of Martin Eden), regia di Sidney Salkow (1942)
- Flight Lieutenant, regia di Sidney Salkow (1942)
- Desperados (The Desperadoes), regia di Charles Vidor (1943)
- Dangerous Blondes, regia di Leigh Jason (1943)
- There's Something About a Soldier, regia di Alfred E. Green (1943)
- Nine Girls, regia di Leigh Jason (1944)
- Strange Affair, regia di Alfred E. Green (1944)
- Notti d'oriente (A Thousand and One Nights), regia di Alfred E. Green (1945)
- I rinnegati (Renegades), regia di George Sherman (1946)
- Sangue ardente (The Thrill of Brazil), regia di S. Sylvan Simon (1946)
- Al Jolson (The Story of Al Jolson), regia di Alfred E. Green (1946)
- A sangue freddo (Johnny O'Clock), regia di Robert Rossen (1947)
- La donna senza amore (The Mating of Millie), regia di Henry Levin (1948)
- Fuga nel tempo (Enchantment), regia di Irving Reis (1948)
- Purificazione (Mr. Soft Touch), regia di Gordon Douglas e Henry Levin (1949)
- Le valli della solitudine (Mrs. Mike), regia di Louis King (1949)
- La città del terrore (The Killer That Stalked New York), regia di Earl McEvoy (1950)
- Hong Kong (Smuggler's Island),[3] regia di Edward Ludwig (1951)
- Sciacalli nell'ombra (The Prowler), regia di Joseph Losey (1951)
- L'uomo di ferro (Iron Man), regia di Joseph Pevney (1951)
- One Big Affair, regia di Peter Godfrey (1952)
- C'est arrivé à Paris, regia di Henri Lavorel (1952)
- Servizio segreto (Rough Shoot), regia di Robert Parrish (1953)
- Non cercate l'assassino (99 River Street), regia di Phil Karlson (1953)
- La casbah di Honolulu (Hell's Half Acre), regia di John H. Auer (1954)
- Top of the World, regia di Lewis R. Foster (1955)
- Quando la moglie è in vacanza (The Seven Year Itch), regia di Billy Wilder (1955)
- Il giro del mondo in 80 giorni (Around the World in Eighty Days), regia di Michael Anderson (1956)
- I vampiri di Salem's Lot (A Return to Salem's Lot), regia di Larry Cohen (1987)
- Strega per un giorno (Wicked Stepmother), regia di Larry Cohen (1989)

### Televisione
- Climax! – serie TV, episodio 1x31 (1955)
- Love Boat (The Love Boat) – serie TV, episodio 3x07 (1983)
- La signora in giallo (Murder, She Wrote) – serie TV, episodi 2x10-4x04-9x18 (1985-1993)
- Storie incredibili (Amazing Stories) – serie TV, episodio 1x17 (1986)

## Doppiatrici italiane
- Dhia Cristiani in Fuga nel tempo, Purificazione, Hong Kong
- Rosetta Calavetta in Martin Eden, La donna senza amore
- Renata Marini in L'uomo di ferro, Quando la moglie va in vacanza
- Fiorella Betti nelle riedizioni de L'inafferrabile signor Jordan e Desperados
- Micaela Giustiniani in Via col vento
- Rina Morelli in I rinnegati
- Lydia Simoneschi in La casbah di Honolulu
- Paola Giannetti in I vampiri di Salem's Lot
- Adriana Vianello in La signora in giallo (1ª voce)
- Aurora Cancian in La signora in giallo (2ª voce)
- Anna Teresa Eugeni in La signora in giallo (3ª voce)
- Vittoria Febbi nel ridoppiaggio di Sciacalli nell'ombra
- Anna Rita Pasanisi nel ridoppiaggio di Fuga nel tempo